# Energía de desintegración

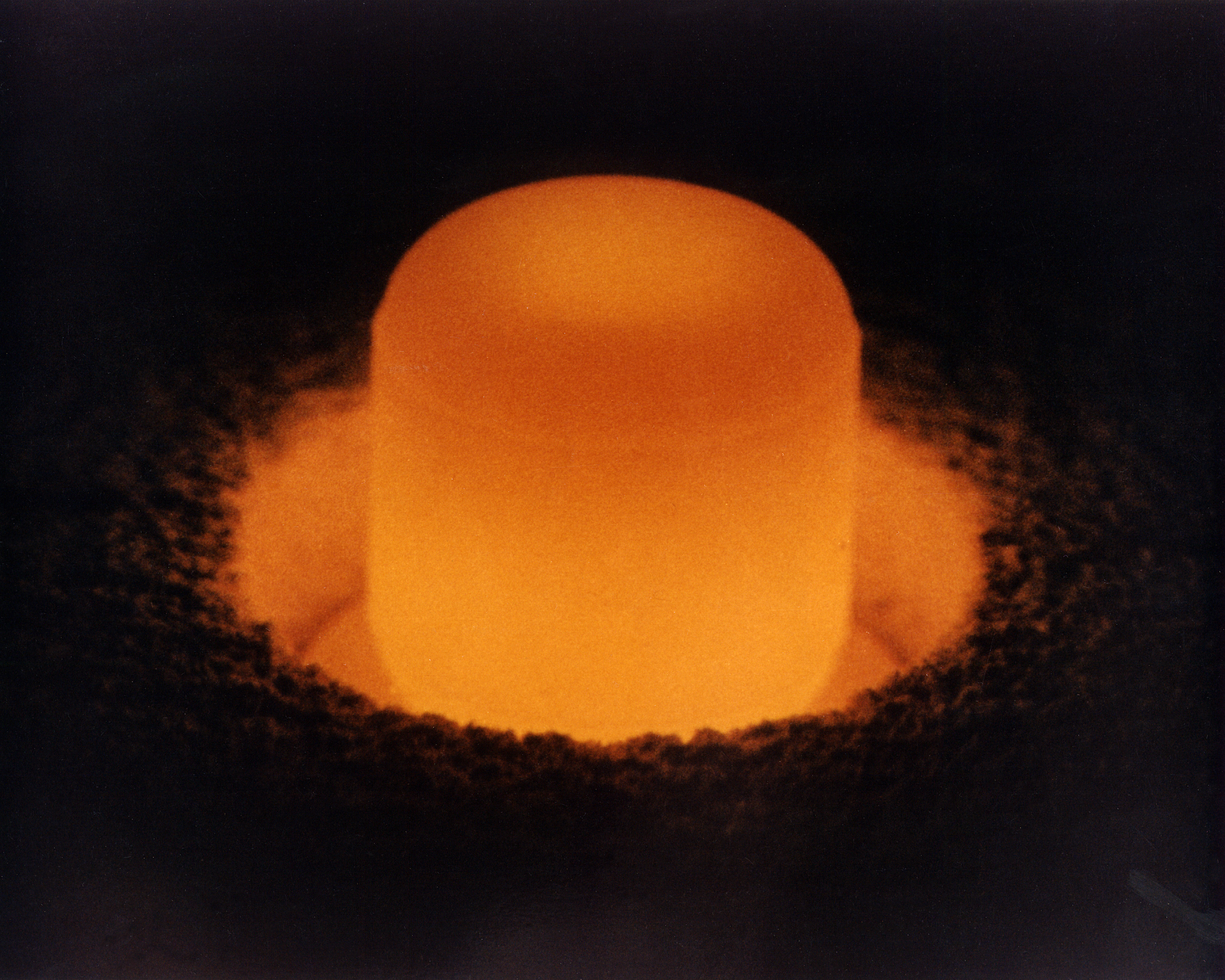
Pellet de dióxido de plutonio-238 brillando debido a la energía de desintegración.

La energía de desintegración es la diferencia de energía existente entre las partículas iniciales y las finales de un proceso de desintegración. Se aplica la relación entre la masa y la energía:
Q = (masa de los partículas iniciales - masa de las partículas finales) · c²
Si la energía, Q, es positiva, la reacción es exoérgica o exotérmica; si es negativa la reacción es endoérgica o endotérmica.